# Поживанов Михайло Олександрович
Миха́йло Олекса́ндрович Пожива́нов (нар. 12 квітня 1960, Дніпропетровськ) — український політик, нардеп чотирьох скликань. Голова ГО «Фонд муніципальних реформ „Магдебурзьке право“» (з 1998 року). Доктор технічних наук (1994), професор (1996).

## Біографія
Михайло Поживанов народився 12 квітня 1960 у Дніпрі. У 5-річному віці переїхав із батьками до Липецька, де закінчив середню школу.
1982 року здобув фах інженера-металурга в Московському інституті сталі. 1986 року закінчив тут аспірантуру, захистив кандидатську дисертацію.
У 1991—1994 роках навчався в докторантурі Дніпропетровської національної металургійної академії, захистив докторську дисертацію з технічних наук.
2003 року Михайло Поживанов отримав другу спеціальність — юриста, закінчивши Національну академію внутрішніх справ України (2000—2003).
Вільно володіє українською, англійською, російською та німецькою мовами.
Захоплюється тенісом, футболом, баскетболом, плаванням, гірськолижним спортом, колекціонуванням і малюванням картин та книгами.

### Сім'я
- Батько Олександр Михайлович (1934–2003) — доктор технічних наук, заслужений винахідник РРФСР, Лауреат премії України в галузі науки і техніки (1990)[6]. Перший голова Державного комітету України з металургійної промисловості[7].
- Мати Алла Миколаївна (1937–2011). Дружина Тетяна Анатоліївна (1963). Сини Олександр (1987), Валерій (1989), Сергій (1996).

## Кар'єра
Почав трудову кар'єру 1986 року, на металургійному комбінаті «Азовсталь» в Маріуполі. Працював розливальником сталі, майстром, начальником цеху.

### 1990-ті
Протягом 1991—1994 рр. — директор малого приватного підприємства «Азовтехна» (Маріуполь).
1994 року Поживанова вперше обрано народним депутатом України, а також міським головою Маріуполя та головою міської ради (займав посади до 1998 року). Тоді ж він очолив футбольний клуб «Металург».
Ставши мером, Михайло Поживанов домігся перегляду нормативів міського бюджету, який наступного 1995 року було перевиконано на 54 %. В місті, в одному із перших в Україні, було повністю ліквідовано заборгованість по зарплатам і пенсіям.
За сприяння міського голови Поживанова, було збудовано станцію переливання крові, дитячу поліклініку Приморського району, новий колектор. Було проведено капітальний ремонт комунальних мереж, запроваджено систему моніторингу викидів отруйних речовин у повітря, відновлено Галерею Куїнджі (нині — Художній музей імені Куїнджі). Міська рада передала працівникам редакції та друкарні 50 % комунального майна, що стало безпрецедентним рішенням для держави.
В 1996 та 1997 роках Поживанова було номіновано на звання «Людина року» в номінації «Міський голова».
1998 року Михайло Поживанов, за грантової підтримки, заснував ГО «Фонд муніципальних реформ „Магдебурзьке право“».

### 2000-ні
1999 року працював у виборчому штабі Олександра Омельченка на виборах Київського міського голови. Після перемоги останнього, з серпня, розпочав роботу в Київській міській державній адміністрації. Спочатку на посаді в. о. заступника голови, потім — заступника керівника секретаріату.
У 2000 Поживанов очолив Головне управління зовнішньоекономічних зв'язків та інвестицій КМДА, створене за його ініціативи, у 2002 став заступником міського голови О. Омельченка. У цей період було оновлено програмні документи КМДА із залучення інвестицій, розроблено концепцію системи муніципальних гарантій для захисту прав інвесторів.
Михайло Поживанов організовував і брав участь у Road Show у різних країнах світу (у тому числі в таких містах: Нью-Йорк, Лондон, Бостон, Відень, Мюнхен, Франкфурт-на-Майні, Цюрих). Через продаж єврооблігацій Київ залучив 150 млн (2003) та 200 млн (2004) доларів позики.
Відповідаючи за інвестиційний сектор КМДА, Поживанов очолював команду, яка захищала інтереси України в судовій справі за позовом «Дженерейшн Юкрейн» на суму 9 млрд доларів. Справа розглядалася у Вашингтоні, де її було виграно. За це Михайло Поживанов отримав Подяку від Кабінету Міністрів України.
Додатковий напрямок зовнішньоекономічної діяльності — стимуляція в'їзного туризму, особливо ділового, конгресового та виставкового. З цією метою заступник міського голови Михайло Поживанов із українським туристичним бізнесом запровадив участь єдиним стендом у міжнародних туристичних заходах, зокрема на Міжнародній туристичній біржі в Лондоні «WTM — 2004».
За час роботи Михайла Поживанова у Головному управлінні зовнішньоекономічних зв'язків та інвестицій КМДА, тільки прямі зарубіжні інвестиції в господарство міста зросли у понад 2 рази.
У перші дні Помаранчевої революції Михайло Поживанов — заступник міського голови Києва та керівник управління житлово-комунального господарства міста (з вересня 2004 року) — налагодив цілодобове прибирання Майдану Незалежності комунальними службами, щодня кожен район столиці присилав по 30 двірників.
2005 року Михайло Поживанов — знову депутат Верховної Ради України. Також обирався в 2006 та 2007 роках. 29 грудня 2007 його було призначено головою Держкомрезерву. 25 травня 2008 Поживанов здав парламентський мандат у зв'язку із сумісництвом ним посад у законодавчій і виконавчій гілках влади.
Протягом грудня 2008 — березня 2010 року був заступником міністра економіки Богдана Данилишина.

### 2010-ті
У 2010—2014 рр. працював у девелоперській компанії «EYEMAXX Real Estate AG» (Австрія) від посади менеджера проекту до керівника офісу. Керував чеським, словацьким та угорським філіалами компанії.

## Політика

### 1990-ті
1994 року Михайла Поживанова було обрано до Верховної Ради II скликання від Маріупольсько-Жовтневого виборчого округу № 135. На момент обрання він був безпартійним.
З часом Поживанов долучився до Ліберальної партії, став членом Політради та виконкому. У парламенті входив до фракції «Соціально-ринковий вибір», в якій зібралися ліберали. Працював у Комітеті з питань економічної політики та управління народним господарством.
З 1995 до 1998 був членом Координаційної ради з питань місцевого самоврядування при Президентові України.
Михайло Поживанов стояв у витоках партії «Реформи і порядок», яка виникла в жовтні 1997 року. Став 4-м у партійному списку на парламентських виборах 1998 року. Також балотувався як мажоритарник по виборчим округам № 56 (Маріуполь) і № 58 (Слов'янськ), та на посаду міського голови Маріуполя, але ніде не пройшов. Парламентські та місцеві вибори в місті відбулися з численними порушеннями чинного законодавства, про що було визнано в липні 2002 року відповідним рішенням Печерського суду столиці. Однак це відбулося вже після закінчення каденції міського голови та парламенту.
Ймовірною причиною поразки Поживанова на виборах, зокрема, вважався його конфлікт з президентом Леонідом Кучмою та головою Донецької облдержадміністрації Віктором Януковичем. Обласна влада тиснула на міського голову Маріуполя, щоб підприємства міста уклали контракти на дорожчий газ. Поживанов наважився відповісти й у грудні 1997 року на виїзному засіданні уряду він публічно заявив про судимості Віктора Януковича. А за кілька днів, на засіданні Ради з місцевого самоуправління, вступив у суперечку з Кучмою, звинувативши останнього у неналежній співпраці з представниками місцевого самоврядування.

### 2000-ні
У січні 2002 року, будучи членом Партії «Реформи і порядок», Михайло Поживанов потрапив до виборчого списку Блоку Віктора Ющенка «Наша Україна» (№ 87). Однак він не пройшов до парламенту, оскільки на виборах 31 березня блок отримав 70 мандатів за списками.
Згодом низка депутатів склала свої мандати для роботи в органах виконавчої влади і, таким чином, 5 квітня 2005 року Михайло Поживанов став народним депутатом України IV скликання за списком «Нашої України». Працював заступником голови Комітету Верховної Ради України з питань Європейської інтеграції, а також був членом Тимчасової слідчої комісії, яка розслідувала можливий факт незаконного фінансування виборчої кампанії Ющенка з боку Бориса Березовського.
25 травня 2006 року Поживанова, на той час — члена Народного Руху України, обрано до парламенту (V скликання) за списками «Нашої України» (№ 74). У парламенті працював секретарем Комітету з питань екологічної політики, природокористування та ліквідації наслідків Чорнобильської катастрофи, брав участь у роботі груп з міжпарламентських зв'язків з низкою держав тощо.
Того року «Наша Україна» висунула Михайла Поживанова на посаду міського голови Донецька, але він не пішов на вибори.
24 березня 2007 року на з'їзді НРУ було призупинено членство Поживанова, який перед з'їздом шукав у керівників обласних осередків підтримки для своєї кандидатури на пост лідера партії. Це призвело до протистояння з поточним головою — Борисом Тарасюком. На думку Михайла Поживанова, тодішній голова «задовольняє свої амбіції, переймаючись лише власним піаром». Син засновника Руху — Тарас Чорновіл — припустив, що такий поворот став можливим через «персональну несумісність і взаємну неприязність» між Тарасюком і Поживановим.
На основі рішення з'їзду блоку «Наша Україна», 7 червня 2007 року Поживанов склав мандат народного депутата разом із 28-ма колегами. Його було обрано на тогорічних позачергових виборах від Блоку Юлії Тимошенко у статусі безпартійного (VI скликання). Працював у Комітеті з питань державного будівництва та місцевого самоврядування, низці груп з міжпарламентських зв'язків.
Восени 2007 року Поживанов провів громадську акцію «За свідомий вибір киян», розмістивши в столиці білборди та сітілайти, де виступив за проведення виборів міського голови Києва в два тури та за створення закону про референдум, що надає містянам право звільняти мера. Існувало припущення, що це частина передвиборчої програми Поживанова, але він не пішов на ці вибори.
29 грудня 2007 року Михайла Поживанова було призначено головою Держрезерву. У зв'язку з цим у травні 2008 року він достроково склав мандат народного депутата. А 17 грудня 2008 року його було звільнено з Держрезерву та призначено заступником міністра економіки в уряді Юлії Тимошенко.

### Переслідування за президентства Януковича (2010—2014)
У березні 2010 року Михайла Поживанова було звільнено з посади заступника міністра економіки, у зв'язку з відставкою уряду Юлії Тимошенко.
У червні він лікувався в австрійській клініці Рудольфінерхаус, де познайомився з керівником девелоперської компанії «EYEMAXX AG», який запропонував роботу. Підготувавши необхідні документи, 6 вересня 2010 року Поживанов отримав дозвіл на роботу й проживання в Австрії та підписав контракт на 5 років.
31 січня 2011 року СБУ порушила кримінальну справу щодо Поживанова та оголосила розшук. Слідчі інкримінували колишньому голові Держрезерву розкрадання 35 млн грн.
Це стало однією зі складових політичних переслідувань за президентства Януковича, що проявилося в порушенні кримінальних справ проти членів уряду Тимошенко (2010—2013).
Поживанов повідомив листом генерального прокурора та голову СБУ про контакти для зв'язку. Однак до 2014 року офіційної взаємодії з слідчими не було.
Також Михайло Олександрович висловив здивування з приводу звинувачень на його адресу, зазначаючи, що посаду він обіймав недовго (менше року), під час передачі справ його діяльність перевіряли КРУ та Рахункова палата України і не висловили жодних зауважень. Після нього змінилося ще двоє голів і, озвучені слідством, прямі звинувачення стосуються часу їхнього керівництва.
На думку Поживанова, слідча справа була помстою «донецьких» за його діяльність на посаді міського голови Маріуполя. Журналістка Соня Кошкіна 24 лютого 2011 року висловила альтернативну версію. Вона вважала, що в діях влади прослідковувалося звичайне рейдерство: заволодіти нерухомістю Поживанова, доки власник перебуває закордоном і не зможе відреагувати.
2012 року слідство призупинили, що збіглося з часом відставки голови СБУ Валерія Хорошковського. Офіційна причина: невідоме місцезнаходження Михайла Поживанова. Хоча силовикам і медійному простору було відомо про координати політика та його готовність свідчити.

### Повернення до України
27 січня 2014 року, у розпал Революції гідності, було закрито кримінальне провадження щодо Поживанова. Згодом до Відня приїхав слідчий, якому Поживанов давав свідчення протягом 6 годин. Звинувачення було остаточно знято, а справу закрито як незаконно порушену. 20 березня 2014 року Михайло Олександрович повідомив журналістам про своє повернення до України.
2014 року взяв участь у відкритих конкурсах на посаду заступника міністра у Мінрегіонбуді та Мінекології. Обидві конкурсні комісії схвалили кандидатуру Поживанова. Але міністр Мінрегіонбуду відмовився рекомендувати кандидата на затвердження. Від роботи у Мінекології Михайло Поживанов відмовився сам, дізнавшись про непрозорі домовленості.
2017 року Михайло Поживанов став членом Аграрної партії України. 17 грудня 2017 року на XIII з'їзді партії його було обрано до Президії Політичної ради. 2019 року вийшов із Аграрної партії України.
Кандидат у народні депутати від партії «Сила і честь» на парламентських виборах 2019 року, № 11 у списку.
Наразі безпартійний.

## Законодавча діяльність
Як депутат, найбільший внесок Михайло Поживанов здійснив у законодавство про місцеве самоврядування.
Він брав участь у розробці тексту Конституції України редакції 1996 року, працюючи в депутатській групі, що відповідала за проект 11 розділу «Місцеве самоврядування». Михайло Поживанов відстоював втілення норм «Європейської хартії про місцеве самоврядування» (ще не ратифікованої) у проекті Конституції. У тому числі, відміну вертикального підпорядкування рад, включаючи обласні та районні. Також він виступив за право органів місцевого самоврядування розпоряджатися частиною зібраних податків та не віддавати все до державного бюджету.
Разом із Олександром Лавриновичем Михайло Поживанов запропонував близько 800 правок до проекту Закону України «Про місцеве самоврядування» (1997), того ж року голосував за ратифікацію «Європейської хартії про місцеве самоврядування».

## Наукова діяльність
Перше авторське свідоцтво на винахід Поживанов отримав, навчаючись на четвертому курсі Московського інституту сталі та сплавів. Зараз його авторські свідоцтва та патенти використовують в різних країнах: Німеччина, Китай, Македонія тощо.
1986 року він захистив дисертацію кандидата технічних наук. Практичні дослідження продовжив на металургійному комбінаті «Азовсталь». 1994 року захистив докторську дисертацію «Розробка теоретичних основ і комплексної технології отримання особливо чистої високоякісної конвертерної сталі для товстого листа» (рос. «Разработка теоретических основ и комплексной технологии получения особо чистой высококачественной конвертерной стали для толстого листа»).
Хоча Михайло Поживанов став одним із наймолодших докторів у СНД, у зв'язку з кризою наукових установ, змінив пріоритети на початку 1990-х років і пішов у політику. Втім, за можливості, проводив наукові розвідки. Так, на посаді міського голови Маріуполя, займався питаннями екології, зокрема темою відходів у місті. Одну із книг з цієї проблеми — «Катастрофу можна скасувати» (рос. «Катастрофу можно отменить») — було перекладено англійською мовою. Відгуки написали віце-президент США Альберт Ґор, британський Принц Чарльз, міністри екології різних держав.
Також, на громадських засадах, Поживанов продовжував досліджувати питання металургії. Зокрема працював провідним науковим співробітником Фізико-технологічного інституту металів і сплавів при НАН України.
Книги та монографії (частина)
Михайло Поживанов є автором (співавтором) понад 100 наукових праць. Це монографії в галузі металургії, охорони довкілля, дослідження проблем місцевого самоврядування в Україні, вивчення питань європейських цінностей, інтегрування України в Європу. Серед них:
- Поживанов М.А. Катастрофу можно отменить. — Мариуполь : Посейдон, 1995. — 224 с. — ISBN 5-7507-1113-7. (рос.)
- Поживанов М.О. У майбутнє треба дивитися очима правди і добра. — К. : АТЗТ «Видавничий центр ДрУк», 2001. — 240 с. — ISBN 966-7342-17-4.
- Поживанов М.А. Украина открывает дверь в тысячелетие. — К. : Альтерпрес, 2002. — 352 с. — ISBN 966-542-138-7. (рос.)
- Поживанов М.О. Українські вектори місцевого самоврядування. — К. : Альтерпрес, 2004. — 368 с. — ISBN 966-542-259-6.
- Поживанов М.А. Внепечная металлургия чугуна. — К. : ФТИМС НАН Украины, 2006. — 78 с. (рос.)
- Поживанов М.А., Шахпазов Е.Х. Выплавка стали для автолиста. — М. : Интерконтакт Наука, 2006. — 165 с. — ISBN 5-902063-22-1. (рос.)
- Поживанов М.А. Возвращение на континент европейской цивилизации. — К. : Альтерпрес, 2006. — 352 с. — ISBN 966-542-288-X. (рос.)
- Поживанов М.О. Повернення на континент європейської цивілізації. — К. : Альтерпрес, 2006. — 352 с. — ISBN 966-542-2901.
- Поживанов М.А. Колокол звонит и по тебе (Катастрофу можно отменить — 2). — К. : Сіті Прес Компані, 2014. — 288 с. — ISBN 978-617-7126-01-9. (рос.)

## Нагороди та відзнаки
- Лауреат премії імені академіка І. П. Бардіна (1985) — за впроваджену дипломну роботу на металургійному комбінаті м. Караганда[58].
- Лауреат премії Ленінського комсомолу в галузі науки і техніки (1987)[60].
- Заслужений працівник промисловості України (2004)[61].